# Gaspare Serenario

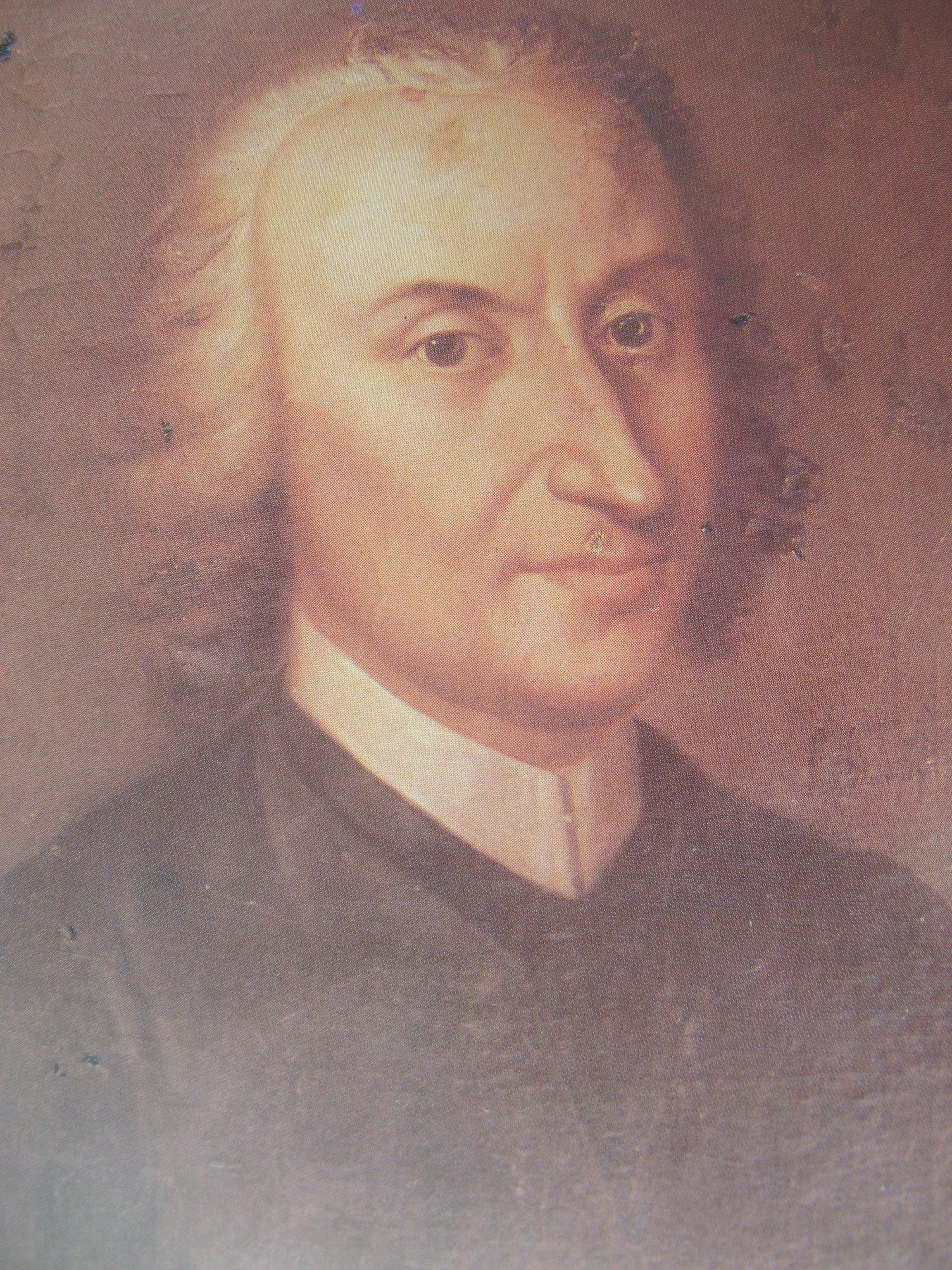
Gaspare Serenario, Biblioteca comunale di Palermo

Gaspare Serenario (* 1694 oder 1707 in Palermo; † 1759 ebenda) war ein italienischer Maler des Barock aus Sizilien.

## Leben
Seine erste Ausbildung erhielt er vom heute weitgehend unbekannten Martino Susinno in Palermo, wechselte dann in die Werkstatt von Guglielmo Borremans. Um 1730 ging er nach Rom in die Werkstatt von Sebastiano Conca, dessen „Accademia del Nudo“ von Studenten aus ganz Europa besucht wurde.
Mit Beginn seiner selbständigen Arbeit in Rom wurde er am 1. März 1739 als Mitglied in die Congregazione dei Virtuosi al Pantheon berufen.
In der Folgezeit arbeitete er in mehreren römischen Kirchen an Fresken und Tafelbildern.
Auf Empfehlung des Erzbischofs von Cosenza, Michele Maria Capece Galeota wurde Serenario vom Papst Benedikt XIV. in den Rang eines Cavaliere Lateranense und Conte Palatino erhoben.
Gegen 1750 war Serenario wieder in Palermo und schuf dekorative Fresken für zahlreiche Paläste und Kirchen, teilweise auch in Zusammenarbeit mit Vito D’Anna. Nach einem Porträt des Vizekönig Eustaquio Laviefuille erhob ihn dieser zum „direttore del mosaico della Palatina“. Hoch geehrt starb er 1759 und wurde
in der Chiesa della Gancia in Palermo beigesetzt.

## Werke
- Chiesa di Santa Maria Maddalena de'Pazzi - Cappella di S. Camillo de Lellis (Rom) Bilderzyklus
- Chiesa di S. Maria in Trivio (Rom): Gemälde
- Chiesa di S. Teresa (Rom): Gemälde mit den Heiligen Theresa und Johannes
- Palazzo Conte Federico: Deckenfresken (gemeinsam mit Vito d´Anna)
- Palazzo Gangi-Valguarnera (Palermo): Deckenfresken im Spiegelsaal
- Palazzo Mazzarino (Palermo) Fresken an der Galeriedecke.
- Chiesa S. Orsola - Cappella della Pieta (Palermo): Triumph der hl. Ursula
- Chiesa San Franceco di Paolo (Palermo): Tafelbilder um die Heilige Oliva
- weitere Bauten in Palermo: Fresken in der Kuppel der Casa Professa und im Palazzo Orneto
- Chiesa Madre in Palma di Montechiaro (Palma di Montechiaro): Altarbild
- Museo di Castello Ursino: „Triumph der Tugend“, Entwurf für das Deckenfresko eines unbekannten Palastes